# Moustache en trait de crayon

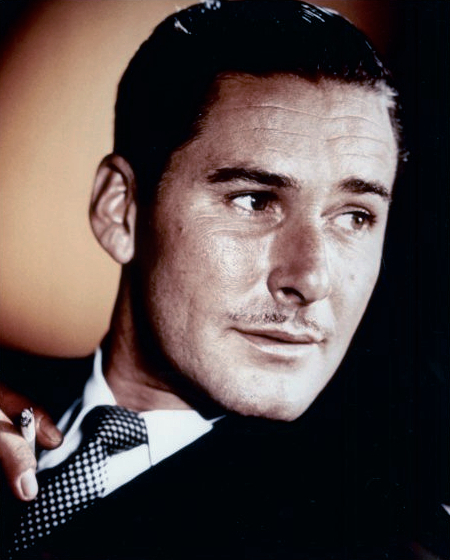
Errol Flynn avec une moustache en trait de crayon.

Une moustache en trait de crayon est un style de moustache. Sa forme épouse juste le dessus de la lèvre supérieure et elle est coupée de telle sorte que son épaisseur soit fine comme un trait de crayon. Un écart important est laissé entre le nez et la moustache.
Elle se décline en différentes versions : divisée au niveau du sillon naso-labial ou ligne de pilosité ininterrompue (appelée dans ce cas moustache à l'américaine), angle droit, s'arrêtant ou non sur le philtrum.

## Personnalités portant la moustache en trait de crayon

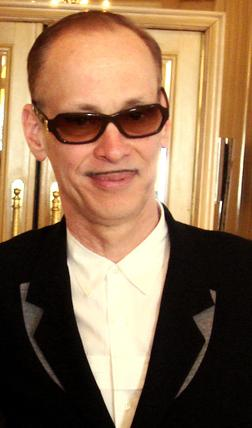
John Waters
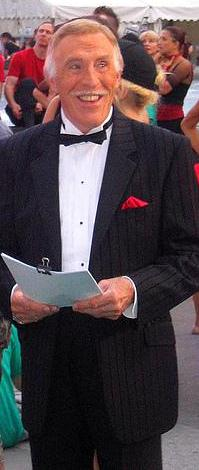
Bruce Forsyth
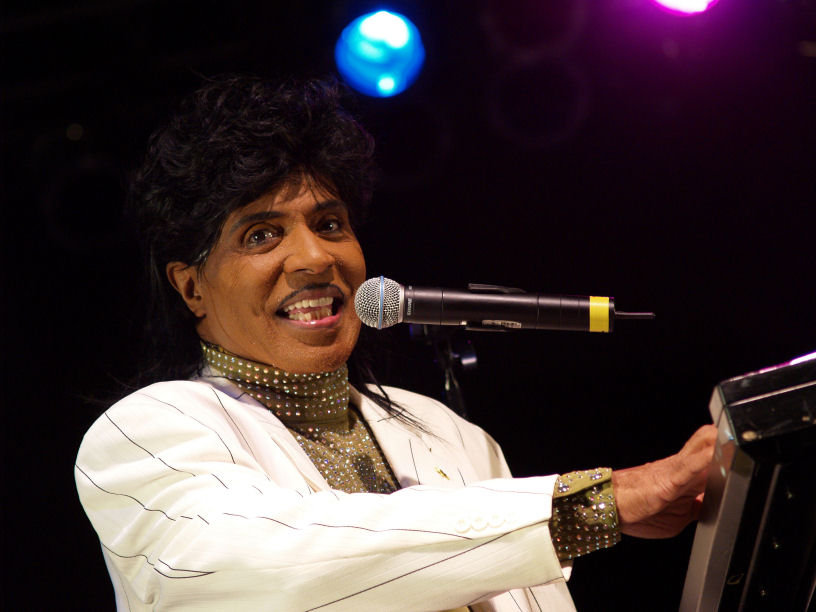
Little Richard
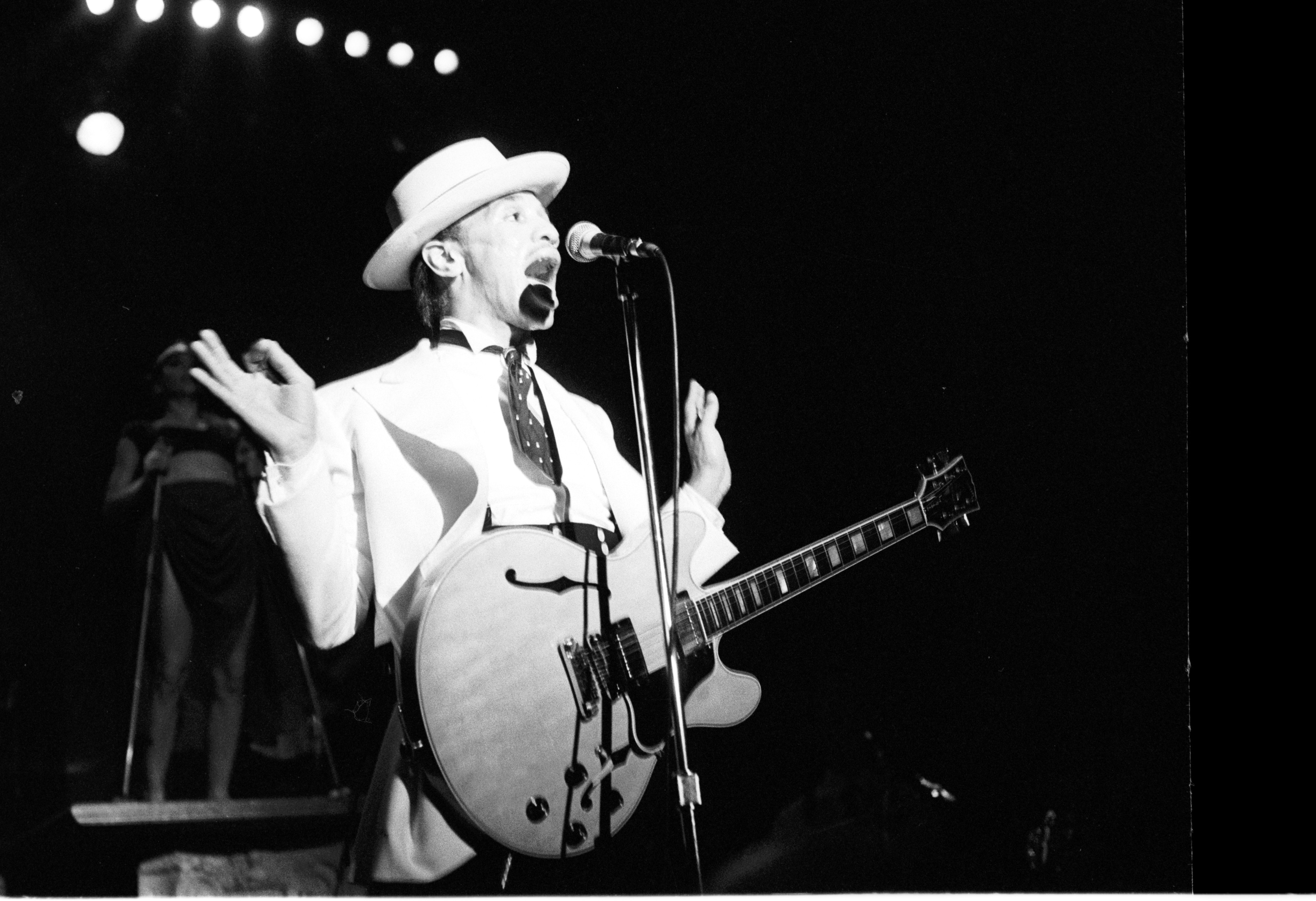
August Darnell
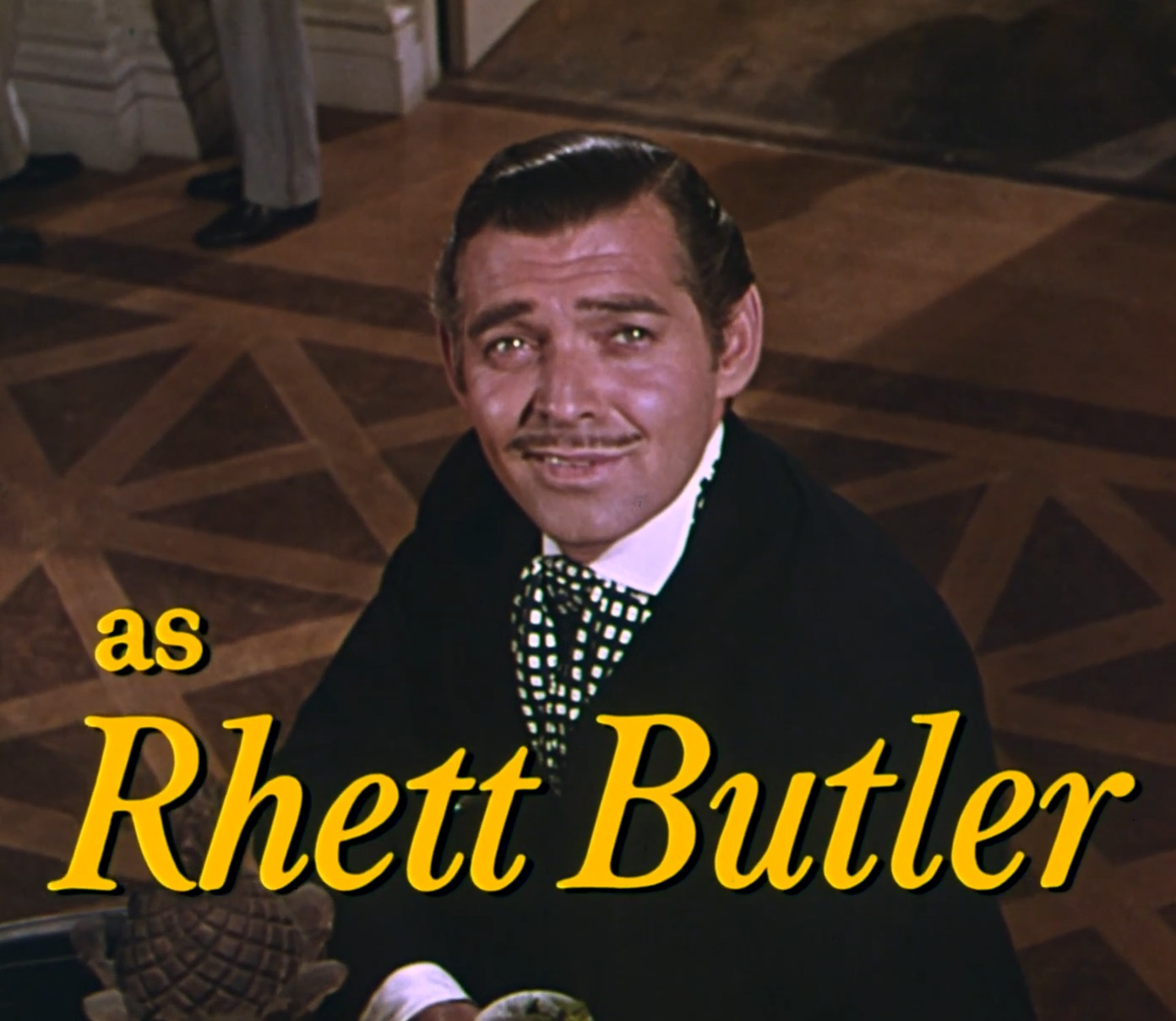
Clark Gable jouant Rhett Butler